# Алберто Анджела
Алберто Анджела (на италиански: Alberto Angela) е италиански палеонтолог, сценарист, журналист, телевизионен водещ, научен популяризатор и писател, автор на произведения в жанровете научнопопулярна и историческа литература.

## Биография
Алберто Анджела е роден на 8 април 1962 г. в Париж, Франция, в семейството на Пиеро Доменико Анджела (1928 – 2022) и Маргерита Пасторе. Баща му е известен писател на научно-популярна литература и води популярни телевизионни рубрики в Италия. Алберто често го придружава в пътуванията по света, научава много езици и се запознава с различни култури. Има по-голяма сестра, Кристин, родена през 1958 г. Неговият дядо по бащина линия е лекарят и антифашист Карло Анджела.
Завършва средното си образование във Франция. Учи в Университета „Ла Сапиенца“ в Рим, където завършва естествени науки с отличие и грамота за дипломната си работа, впоследствие публикувана. След като отслужва военната си служба в Националната противопожарна бригада към командването на Торино, продължава обучението си, като посещава различни специализирани курсове в американски университети (Харвард, Колумбийски университет, UCLA), изучавайки Палеонтология и Палеоантропология.
Женен е и има три сина: Рикардо (1998), Едоардо (1999) и Алесандро (2004). Владее отлично италиански, английски, френски, кюрдски и суахили.

### Изследователска дейност
Повече от 10 години работи в палеонтологични и теренни проучвания, като участва в международни експедиции за търсене на вкаменелости на предците на човека (Палеоантропология) в тогавашния Заир (сега Демократична република Конго) – в Националния парк „Ишанго“ през 1983 г. и 1984 г.; в Танзания през 1986 г., 1987 г. и 1988 г.; в Султаната на Оман през 1989 г.; в Етиопия (долината „Аваш“), в пустинята Гоби в Монголия в търсене на останки от динозаври и примитивни бозайници през 1991 г.
През 1986 г. участва в експедицията и разкопките в дефилето Олдувай в Северна Танзания, което води до откриването на останки от вкаменелости на хоминид, живял преди 1,8 млн. години (OH62): много архаична форма на рода Homo, с анатомия, която предполага навика все още да се катери по дърветата. През 1991 г. в Етиопия, по време на международна експедиция в търсене на вкаменелости на праисторически хора, офроуд колоната от изследователи, в която той кара превозно средство, попада в засада, устроена от войнствени племена (иса и бойма), със стрелба, от която той се отървава невредим.

### Научнопопулярна дейност
Дейността му като учен е последвана от професията, с която е най-известен – тази на научен популяризатор, по-специално чрез телевизията. В този сектор той снима и работи на всички континенти, на археологически и палеонтологични обекти, изследователски центрове, натуралистични светилища, а също и на застрашени етнически групи и култури като вайруру (Перуанските Анди), хмонг и дао роси (граници на Виетнам и Китай), хазда (Южна Танзания), бушмени (Намибия) и пигмеи (Конго).

#### Телевизия
Алберто следва стъпките на баща си и дебютът му е успешен: той започва работа като водещ за Италианската швейцарска телевизия (RTSI) през 1990 г., за който оператор измисля, написва и води научнопопулярната студийна програма от 12 епизода Албатрос. По-късно тя е възродена в Италия от Телемонтекарло, като по този начин Алберто отбелязва италианския си дебют.
В областта на телевизионните програми обаче, като автор, той започва през 1989 г., като участва в създаването на два документални филма за Rai в саваните на Серенгети: „Един ден преди 2 милиона години“ и „Леопардо“. Той създава заедно с баща си документалния сериал „Планетата на динозаврите“, излъчен по Rai 1 през 1993 г. За сериала той прави всичките си репортажи на най-важните палеонтологични обекти на различни континенти и на френски и английски език за продажбата на програмата в чужбина.
Алберто е един от авторите на популярните в Италия предавания Superquark (произхождащи от Quark), Quark Speciale и „Пътуване в Космоса“ (Viaggio nel cosmo) за Rai 1. За последното предаване той прави репортажи на основните обекти за космически изследвания отново на английски и на френски.
През 1997 г. за Superquark Алберто е първият със своя екип, който прави телевизионен репортаж от най-голямата египетска гробница, разкопавана някога, KV5 от Долината на царете, веднага след откриването ѝ; гробницата, поръчана от Рамзес II за синовете му, се състои от 130 зали и коридори. През 1998 г., отново за същата програма, по време на престоя си в Антарктида за реализиране на някои телевизионни репортажа, той снима при около -30 градуса. Още по-рано, за епизод от 1996 г. на „Пътуване в космоса“, посветен на изследването на Космоса, той прави репортаж, „плаващ“ във въздуха в условия на симулирана липса на гравитация, пътувайки на борда на Еърбъс А300, използван от европейските астронавти за обучение (полетът създава тези условия цели 30 пъти, летейки над Атлантическия океан).
Алберто е и автор и водещ на предаването Passo a Nord Ovest („Преминаване на Северозапад“) по Rai 1. Отново през 1998 г. той е коментатор на терен в италианската версия на документалната поредица Big Cat Diary, посветена на големите африкански котки, създадена в копродукция между Rai и Би Би Си и заснета изцяло в резервата Масай Мара в Кения.
В този сектор той също има опит като разказвач, когато за Музея по естествена история в Ню Йорк озвучава италианската версия на видео, направено с технологии за виртуална реалност и посветено на изследването на Вселената. Английската версия на видеото, което се показва всеки ден в музея, е озвучена от Том Ханкс, Харисън Форд, Джоди Фостър и Лиам Нийсън.
Заедно с баща си Алберто е водещ и автор на програмата „Одисей – удоволствието от откритието“ (Ulisse – Il piacere della scoperta), излъчвана по Rai 3 от 2000 г., чието първо издание печели наградата „Флаяно“ за телевизия. През 2002 г., докато е в пустинята Сахара на границата между Алжир и Нигер, за да заснеме епизод от програмата, той става жертва на обир.
Той е куратор и водещ на документалната поредица за изкуство Stanotte a..., излъчвана от 2015 г. по Rai 1.
За Rai 1 създава програмата „Чудеса“ (Meraviglie), излъчена за първи път през януари 2018 г. и предложена отново през следващите години.
През септември 2018 г. Одисей – удоволствието от откритието, след 18 години по Rai 3, дебютира по Rai 1 с четири нови епизода, които се радват на голям зрителски интерес в Италия. През септември 2020 г. програмата се завръща, по повод 20-ата годишнина на програмата, с четири нови епизода, заснети след локдауна от пандемията от Ковид-19. След това четири други епизода са излъчени между април и май 2021 г. в допълнение към специалния епизод на 3 юни, организиран съвместно с баща му Пиеро Анджела, озаглавен „Прекрасната планета – бъдещето за спасяване“.
На 25 май 2023 г. по Rai 1 е излъчен „Пиеро Анджела – пътуване дълго цял живот“, което е специално издание на Одисей, посветено на баща му, починал няколко месеца по-рано.

#### Творчество
Като журналист Алберто Анджела си сътрудничи с различни вестници и периодични издания в Италия, включително Стампа, Айроне, Епока и Воче на Индро Монтанели.
През 1988 г. публикува първото си есе. То е посветено на новите техники за интерактивност в научните музеи, озаглавено „Музеи (и изложби) в човешки мащаб. Как да общуваме чрез предмети“. Заедно с баща си Пиеро Анджела Алберто пише различни научнопопулярни книги: „Необикновената история на човека“ (Мондадори, 1989), „Необикновената история на живота на Земята“ (Мондадори, 1992), „Планетата на динозаврите“ (Мондадори, 1993), „Вътре в Средиземно море“ (Мондадори, 1995), „Необикновената история на един живот, който се ражда. Девет месеца в майчината утроба“ (RAI-Eri-Мондадори, 1996), „Акули“ (Мондадори, 1997), „Пътуване в Космоса“ (Мондадори, 1998), „Морски чудовища“ (Мондадори, 2001). Те са последвани от „Един ден в Древен Рим. Всекидневие, тайни и любопитни факти“ (Мондадори, 2007), „Империя. Пътешествието на една монета из Римската империя“ (Мондадори, 2010) и „Любов и секс в Древен Рим“ (Мондадори, 2012).
През ноември 2015 г. излиза книгата му „Свети Петър. Тайни и чудеса в история, обхващаща 2000 години“ (Рицоли), която се фокусира върху известната базилика. През същата година, благодарение на постъпленията от продажбата на книгата му „Трите дни на Помпей“ (Рицоли, 2014), е възможно да се възстанови стенописа „Раненият Адонис“ в едноименната къща в Помпей. През 2016 г., отново за издателство „Рицоли“, излиза книгата му „Очите на Джокондата. Геният на Леонардо, разказан от Мона Лиза“, където, както подсказва заглавието, популяризаторът разказва за живота на Леонардо да Винчи и за основните му произведения, възприемайки необичайна и оригинална гледна точка: детайлите на известната картина по този начин стават претекст за разкриване и разказване само начина на действие на ренесансовия гений, но и най-значимите места, в които майсторът е работил.
През 2020 г. излиза „Последният ден на Рим. Пътешествие в града на Нерон малко преди пожара“ – първата книга от трилогия за пожара в Рим през 64 г. сл. н.е. През април 2021 г. излиза вторият том от трилогията, „Адът над Рим. Големият пожар, разрушил града на Нерон“, а през декември 2022 г. третата и последна част – „Нерон. Възраждането на Рим и падането на един император“.

## Творчество

### Произведения
- Musei (e mostre) a misura d’uomo. Come comunicare attraverso gli oggetti (1988)
- La straordinaria storia dell’uomo. Indizio per indizio un’investigazione sulle nostre origini (1988) – с Пиеро Анджела
- La straordinaria storia della vita sulla terra. Diario di un viaggio lungo quattro miliardi di anni (1992) – с Пиеро Анджела
- Il pianeta dei dinosauri. Quando i grandi rettili dominavano il mondo (1993) – с Пиеро Анджела
- Dentro il Mediterraneo (1995) – с Пиеро Анджела
- La straordinaria avventura di una vita che nasce. Nove mesi nel ventre materno (1996) – с Пиеро Анджела
- Squali (1997) – с Пиеро Анджела и Алберто Лука Реки
- Viaggio nel cosmo. Alla scoperta dei misteri dell’Universo (1997) – с Пиеро Анджела
- Il paesaggio che verrà (2000) – с Пиеро Анжела и Джузепе Педериали
- Mostri marini (2001) – с Пиеро Анджела и Алберто Лука Реки
- Una giornata nell’antica Roma. Vita quotidiana, segreti e curiosità (2007) – Награда „Чимитиле“ за най-добра документална книга
Един ден в древен Рим: всекидневие, тайни и любопитни факти, изд.: ИК „Колибри“, София (2010), прев. Юдит Филипова. ISBN 978-954-529-772-4
- Impero. Viaggio nell'Impero di Roma seguendo una moneta (2010)
IMPERIUM. Пътешествието на една монета из Римската империя, изд.: ИК „Колибри“, София (2014), прев. Юдит Филипова. ISBN 978-619-150-257-8
- Amore e sesso nell'antica Roma (2012)
Любов и секс в Древен Рим, изд. „Колибри“, София (2015). ISBN 978-619-150-740-5
- Viaggio nella Cappella Sistina. Alla scoperta del più grande tesoro artistico di tutti i tempi (2013)
- I Bronzi di Riace: L'avventura di due eroi restituiti dal mare (2014)
- I tre giorni di Pompei: 23 – 25 ottobre 79 d.C. – Ora per ora, la più grande tragedia dell'antichità (2014)
Трите дни на Помпей, изд. „Колибри“, София (2017). ISBN 978-619-150-940-9
- San Pietro. Segreti e meraviglie in un racconto lungo duemila anni (2015)
- Gli occhi della Gioconda. Il genio di Leonardo raccontato da Monna Lisa (2016)
- Viaggio nella storia, 50 тома (2016)
- Cleopatra. La regina che sfidò Roma e conquistò l'eternità (2018)
Клеопатра: Царицата, която предизвика Рим и покори вечността, изд. „Колибри“, София (2022). ISBN 978-619-02-0991-1
- Meraviglie. Alla scoperta della penisola dei tesori (2019)
- Come eravamo. Il romanzo degli italiani dalle origini all'Unità d'Italia, 20 тома (2019)
- L'ultimo giorno di Roma. Viaggio nella città di Nerone poco prima del grande incendio (La trilogia di Nerone, Libro I) (2020)
- L'inferno su Roma. Il grande incendio che distrusse la città di Nerone (La trilogia di Nerone, Libro II) (2021)
- Nerone. La rinascita di Roma e il tramonto di un imperatore (La trilogia di Nerone, Libro III) (2022)
- Genio. La grande storia delle scoperte che hanno cambiato la nostra vita, 16 тома (2022)

### Телевизия
- Una giornata di 2 milioni di anni fa (документален филм по Rai, 1989)
- Leopardo (Documentario Rai, 1989)
- Albatros (Televisione Svizzera Italiana Telemontecarlo, 1990)
- Il pianeta dei dinosauri (Rai 1, 1993)
- L'uomo che venne dalla Preistoria (Rai 1, 2 ноември 1994)
- Quark Estate (Rai 1, 1995)
- Superquark (Rai 1, 1995 – 2022)
- Speciale Superquark (Rai 1, 1997 – 2015)
- Domenica in (Rai 1, 1997/1998)
- Viaggio nel cosmo (Rai 1, 1997)
- Passaggio a Nord Ovest (Rai 1, от 1997)
- Big Cat Diary (Rai e BBC, 1998)
- Ulisse – Il piacere della scoperta (Rai 3, 2000 – 2018; Rai 1, от 2018)
- Passaggio a Nord Ovest DOC (Rai 1, от 2015)
- Stanotte a... (Rai 1, от 2015)
- Meraviglie (Rai 1, от 2018)
- Speciale Ulisse: Quella notte sulla Luna (Rai 1, 2019)
- Noos (Rai 1, от 2023)
- La grande opera italiana - Patrimonio dell'umanità (Rai 1, 2024)

### Видеография
- Universo, 26 VHS, Novara, De Agostini, (1996 – 1997)
- Squali un mistero da capire, Milano. A. Mondadori Newmedia, (1998)
- Il meraviglioso mondo del mare, Milano, A. Mondadori Newmedia, Fabio Ratti Editoria Libraria e Multimediale, (1997)

(последните два са CD Rom реализирани заедно с Пиеро Анджела и Алберто Лука Реки)
- La grande Storia dell'Uomo, 27 DVD, Roma-Milano, RaiTrade-RCS, (2008)
- Alla scoperta del Vaticano con Alberto Angela, 6 DVD, la Repubblica/l'Espresso-Rai Eri-Rai Com-OC-CTV, (2014)
- Alla scoperta dei Musei Vaticani con Alberto Angela, 6 DVD, la Repubblica/l'Espresso-Rai Com-OC-CTV, (2015)
- Alla scoperta del Rinascimento a Firenze con Alberto Angela, 5 DVD, la Repubblica/l'Espresso, (2016)
- Divina bellezza. Alla scoperta dell'arte sacra in Italia con Alberto Angela, 10 DVD, la Repubblica/l'Espresso-Rai Com-GEDI Gruppo Editoriale-OC-CTV, (2017)
- Stanotte a... con Alberto Angela 5 DVD la Repubblica/l'Espresso-Rai Com, (2018)
- Viaggio senza ritorno 1 DVD la Repubblica/l'Espresso-Rai Com, (2019)
- Meraviglie. Un viaggio in Italia con Alberto Angela, 12 DVD, la Repubblica/l'Espresso-Rai Com-GEDI Gruppo Editoriale, (2020)
- Stanotte a... con Alberto Angela 7 DVD la Repubblica/l'Espresso-Rai Com, (2022)

## Награди и признания
Има следните почетни университетски дипломи
- 14 май 2019: Магистърска степен honoris causa по Комуникация на културното наследство от Палермитанския университет: „За неговата дълга научна и усъвършенствана дейност по обучение и разпространение, изрично открита в неговите книги и телевизионни сериали, на които той е автор и водещ, които го правят известен в цяла Италия.“[13]
- 25 юни 2019: Магистърска степен honoris causa по Археология от частния неаполитански университет „Сестра Орсола Бенинказа“: „За изключителната способност за синтез на компетентност и комуникация, или по-скоро между ценностите на научното познание и методите за предаване на знания в епохата на новите медии.“[14]
- 17 септември 2019: Магистърска степен honoris causa по Философия от Университета на Източен Пиемонт
- 5 юни 2023: Магистърска степен honoris causa по Геология и Приложна геология от Неаполитанския университет „Федерико II“[15]

Други призвания на Алберто Анджела
- Член е на Италианския институт по човешка палеонтология в Рим и на Изследователския център „Лигабуе“ във Венеция
- През 2008 г. печели Награда „Чимитале“ с книгата си „Един ден в Древен Рим" за най-добра нехудожествена творба
- Неговото телевизионно предаване Одисей – удоволствието от откритието печели наградата „Флаяно“, наградата „Guidarello d'oro“ и наградата „Фреджене“
- На 24 септември 2009 г. участва в церемонията по откриването на учебната година Tutti a scuola 2009 в Квиринала в Рим.
- На 8 юли 2010 г. е обявен за почетен академик на Международната академия за подводни науки и техники, благодарение на опита си в гмуркането – спорт, който той усърдно практикува заедно с плуване и ски.[16]
- На негово име е кръстен астероидът 80652 Albertoangela.[17]
- На него е посветен много рядък морски вид – Prunum albertoangelai от моретата на Колумбия
- За своето разпространение на историята през 2020 г. той получава престижната международна награда „Portico d'oro – Жак Льо Гоф“[18]
- На 26 септември 2011 г. е назначен за нов „Посланик на добра воля“ на УНИЦЕФ Италия.
- През 2016 г. на него и баща му Пиеро Анджела е посветен нов хибрид на спонтанна орхидея, открита в Колепасо, наречен Ophrys ×angelarum[19], хибрид между Ophrys bertolonii subsp. bertolonii и Ophrys tardans[20]
- През 2017 г. е удостоен с Американската награда на Фондация „Италия-САЩ“ в Камарата на депутатите.
- Печели изданието Премиолино 2017 за програмата Тази вечер в Свети Петър – Пътуване през чудесата на Ватикана.[21]
- Почетни гражданства: На 15 май 2018 г., след голяма мобилизация, която започна през мрежата през 2015 г., е удостоен с почетното гражданство на Община Неапол.[22] Същата чест му е оказана на 9 октомври 2018 г. от Община Помпей[23] и на 26 юли 2019 г. от Община Аквилея.
- На 19 декември 2018 г. е удостоен от Президента на Италия с Ордена за заслуги пред Италианската република – висш орден на Италия.